# Elbschetal-Viadukt

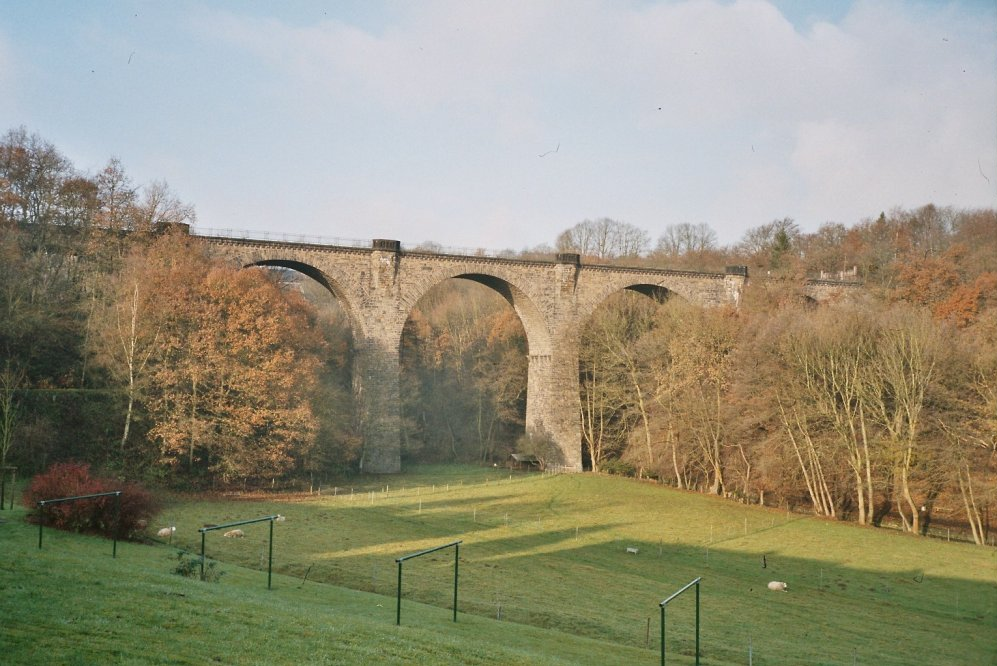
Elbschetalviadukt, 2004

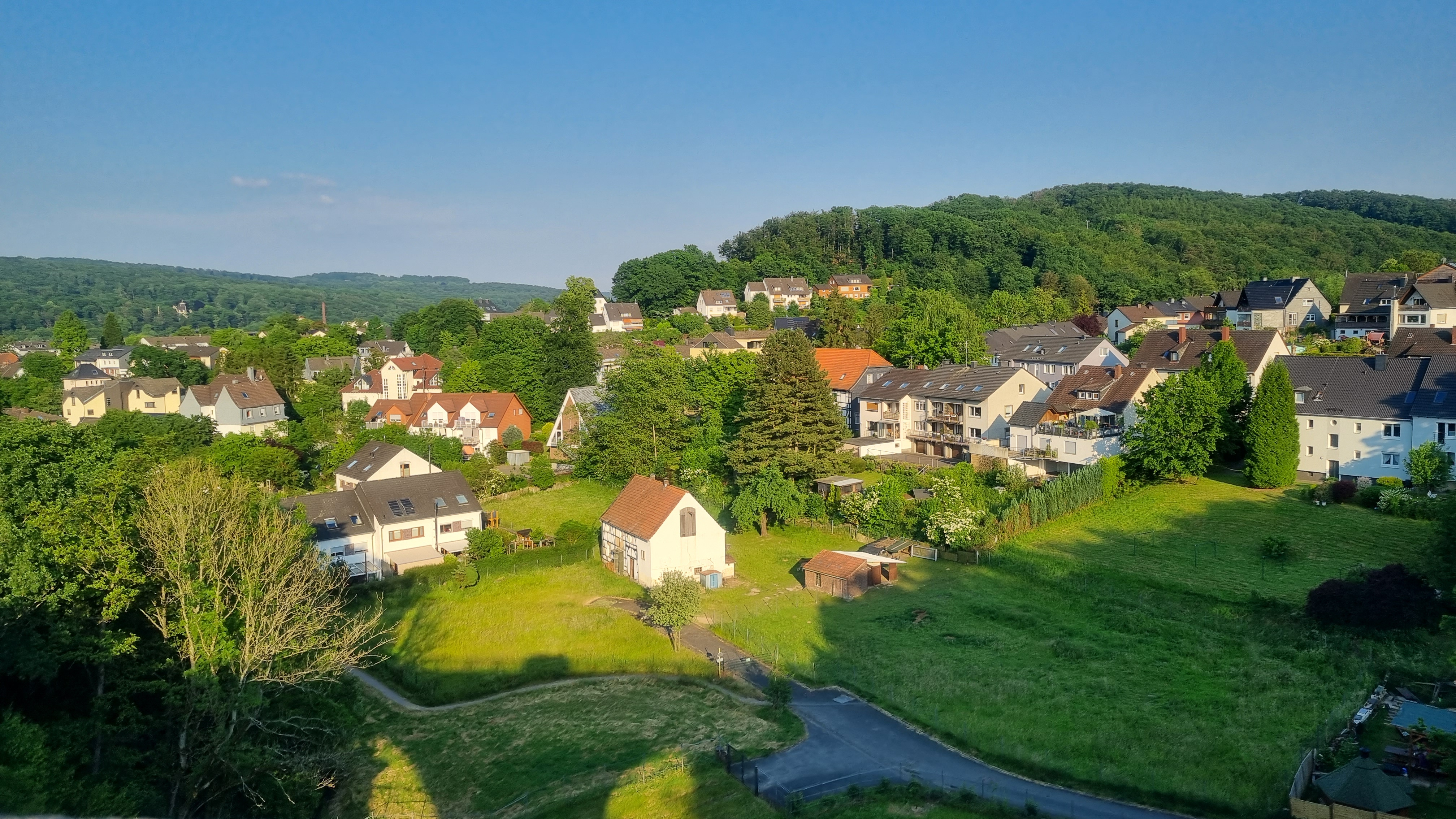
Blick vom Elbschetal-Viadukt in Richtung Osten

Das Elbschetal-Viadukt ist eine fünfbögige Eisenbahnbrücke an der Bahnstrecke Witten–Schwelm in Wengern. Sie überspannt das Tal der Elbsche und die Trienendorferstraße. Die Stadt Wetter (Ruhr) nahm es in die Baudenkmalliste auf.

## Geschichte
1934 wurde das Elbschetal-Viadukt als Teil der größtenteils stillgelegten Bahnstrecke Witten–Schwelm aus Ruhrsandstein gebaut. Von 1934 bis 1939 fuhren hier täglich 23 Personenzüge, davon 5 Eilzüge über das Viadukt, hinzu kam noch Güterverkehr. Die Gleise wurden im Jahr 1984 demontiert.
Der Viadukt wurde aufwändig restauriert und ist Teil des Elbschetal-Radweges.
Von oben bietet sich eine schöne Aussicht auf die Umgebung.